# Regina Salmons
Regina Salmons (* 21. April 1997 in Methuen, Massachusetts) ist eine Ruderin aus den Vereinigten Staaten.
Regina Salmons ruderte bei den U23-Weltmeisterschaften 2016 sowohl im Vierer ohne Steuerfrau als auch im Achter und gewann in beiden Bootsklassen den Titel. Zwei Jahre später gewann sie bei den U23-Weltmeisterschaften 2018 den Titel im Zweier ohne Steuerfrau. 2019 trat sie bei einer Regatta des Ruder-Weltcups im Vierer an und belegte den fünften Platz.
Im Vorlauf der Olympischen Spiele in Tokio siegte der US-Achter in der Besetzung Jessica Thoennes, Charlotte Buck, Gia Doonan, Brooke Mooney, Olivia Coffey, Regina Salmons, Meghan Musnicki, Kristine O’Brien und Steuerfrau Katelin Guregian. Im Finale erreichte der US-Achter den vierten Platz. Bei den Weltmeisterschaften 2022 belegte Salmons mit dem Achter den vierten Platz. Ein Jahr später bei den Weltmeisterschaften in Belgrad siegte der rumänische Achter vor der Crew aus den Vereinigten Staaten. Salmons gehörte auch 2024 zum US-Achter, der bei den Olympischen Spielen in Paris den fünften Platz belegte.